# Силицид пентамеди
Силицид пентамеди — неорганическое соединение
металла меди и кремния с формулой Cu5Si,
серебристые кристаллы.

## Физические свойства
Силицид пентамеди образует серебристые кристаллы
кубической сингонии,
параметры ячейки a = 0,6224 нм.
Не растворяется в воде.